# Ptiloglossa buchwaldi
Ptiloglossa buchwaldi is een vliesvleugelig insect uit de familie Colletidae. De wetenschappelijke naam van de soort is voor het eerst geldig gepubliceerd in 1908 door Friese.